# Clay County (Kentucky)
Clay County je okres ve státě Kentucky v USA. K roku 2010 zde žilo 21 730 obyvatel. Správním městem okresu je Manchester. Celková rozloha okresu činí 1 220 km².